# 诗巫公教中学
诗巫公教中学（英語：Catholic High School Sibu）是马来西亚砂拉越州诗巫的一所教会中学，于1960年8月由南兰路天主教会建立。